# Camptotypus sulcator
Camptotypus sulcator är en stekelart som beskrevs av Per Abraham Roman 1913. Camptotypus sulcator ingår i släktet Camptotypus och familjen brokparasitsteklar. Utöver nominatformen finns också underarten C. s. melastigma.